# Вернер фон дер Шуленбург
Фрідріх Вернер фон дер Шуленбург (20 листопада 1875 , Кемберг, Саксонія-Ангальт  — 10 листопада 1944 , В'язниця Пльотцензееd і Берлін ) — німецький дипломат, посол Німеччини в СРСР (1934–1941). Кавалер ордена Залізного хреста першого ступеня.

## Біографія
Вернер фон дер Шуленбург народився 20 листопада 1875 року в Кемберзі в сім'ї військового — батько його, Бернгард фон дер Шуленбург, був підполковником німецької армії. 
Кар'єру дипломата розпочав ще за часів Першої світової війни, працюючи послом та консулом у багатьох державах.
Брав участь у Першій світовій війні як солдат, відзначений низкою нагород . 
Від 1934 року до початку Німецько-радянської війни (1941) був послом Німеччини в СРСР. Перебуваючи на цій посаді, він посприяв[джерело?]  укладенню та підписанню Пакту Молотова — Ріббентропа 23—24 серпня 1939 року. Будучи противником війни між Німеччиною та Радянським Союзом, Вернер фон дер Шуленбург завжди намагався підтримувати діалог між двома країнами. 
Вернер фон дер Шуленбург узяв участь у змові проти Адольфа Гітлера, яка завершилася замахом на життя райхсканцлера 20 липня 1944 року. У випадку успішного завершення замаху Шуленбург мав стати міністром закордонних справ нової Німеччини, однак план та дії опозиції зазнали краху, після чого Шуленбург був заарештований та засуджений до смертної кари Народним судом Німеччини 23 жовтня 1944 року. 10 листопада 1944 року Вернер фон дер Шуленбург був страчений у берлінській в'язниці Плетцензее.

## Участь у переговорах з СРСР
15 серпня 1939 року Вернер фон дер Шуленбург за вказівкою з Берліну прибув до Москви, щоб повідомити міністра закордонних справ СРСР В'ячеслава Молотова про майбутній візит його німецького колеги Йоахіма фон Ріббентропа та про готовність з боку Ріббентропа та фюрера розпочати діалог між двома державами. Однак, прийнявши німецького посла, Молотов відмовився негайно прийняти Ріббентропа. Формальною причиною такого рішення з боку Молотова стало те, що радянській стороні начебто потрібен час на організацію цього візиту. Проте, як стверджує російський журналіст Леонід Млечін, реальною причиною виступило бажання офіційної Москви взяти ситуацію, що склалася, під свій контроль та диктувати Німеччині свої правила в обмін на нейтралітет при нападі Німеччини на Польщу. Шуленбург став заручником ситуації: з боку офіційного Берліну від нього вимагали прискорити візит Ріббентропа, а СРСР, зі свого боку, намагався цей візит відтягнути, тому довго не давав послові чіткої відповіді на питання стосовно візиту німецького міністра закордонних справ. Урешті-решт Гітлер, який мав намір негайно заручитися нейтралітетом СРСР для успішного ведення бойових дій у Польщі та виключення можливості об'єднання СРСР з Британією та Францією проти Німеччини, 20 серпня 1939 року в особистому листі, адресованому Сталіну, погодився, хоча й з деякими застереженнями, на пропозиції щодо радянсько-німецького договору, висунуті Москвою. 23 серпня 1939 року Вернер фон дер Шуленбург був присутнім при підписанні Пакту Молотова — Ріббентропа .
У 1943 року, в ході Німецько-радянської війни, Вернер фон дер Шуленбург бажав відновити втрачені дипломатичні контакти з Радянським Союзом, для цього йому потрібно було перетнути лінію фронту та встановити зв'язок з урядом СРСР. Він мав намір зробити це за допомогою офіцерів вермахту, опозиційно налаштованих до Гітлера та його зовнішньо- та внутрішньополітичного курсу, зокрема Хеннінга фон Трескова. Однак зробити це виявилося нереальним, тому як варіант розглядалося встановлення зв'язків з СРСР через Стокгольм. Проте й ця спроба завершилася невдачею, оскільки друг одного зі змовників, що проживав у Норвегії та який мав зустрітися з послом СРСР у Швеції Олександрою Коллонтай для налагодження радянсько-німецьких контактів, так і не зміг цього зробити .

## Участь у змові проти Гітлера
Вернер фон дер Шуленбург, представник «старої» прусської аристократії Німеччини, був опозиційно налаштований до нацистського режиму та його політики. Опозиційність його поглядів підкріплювалась також тим, що він разом з іншим майбутнім учасником антигітлерівської змови, Ульріхом фон Гасселем, наприкінці 1930-х — початку 1940-х був відсторонений від служби  . Крім цього, Шуленбург мав тісні дружні відносини з рядом членів Крайзауського гуртка, який теж був опозиційно налаштований до тодішнього режиму . Однак основною причиною опозиційності Шуленбурга було те, що він виступав за дружні відносини з СРСР, що суперечило зовнішній політиці Третього Рейху. 
Після провалу змови 20 липня 1944 року разом з більшою частиною інших її учасників постав перед Народним трибуналом, голова якого, Роланд Фрайслер, характеризувався особливою жорстокістю  . 23 жовтня 1944 року Вернеру фон дер Шуленбургу було винесено смертний вирок, який виконано 10 листопада 1944 року.

## Нагороди
- Орден Святого Йоанна (Бранденбург)

### Перша світова війна
- Залізний хрест 2-го і 1-го класу
- Хрест «За військові заслуги» (Брауншвейг) 1-го класу
- Військова медаль (Османська імперія)
- Золота медаль «Ліакат» (Османська імперія)
- Орден Тамари (Грузія)

### Міжвоєнний період
- Почесний хрест ветерана війни з мечами
- Зірка почесного знаку Німецького Червоного Хреста
- Посол Німеччини 1-го класу в Бухаресті